# Migas (gastronomia)
Le migas, o migajas (letteralmente "briciole" in spagnolo), sono un piatto della cucina spagnola e portoghese avente come ingrediente principale del pane raffermo.
Sono tipiche del centro-sud della penisola iberica, principalmente nelle regioni spagnole de La Mancia, Murcia, Andalusia, Estremadura e Aragona, e in quelle portoghesi dell'Alentejo e Beira.
Le migas sono un piatto molto diffuso tra i pastori, che possono sfruttare in questo modo il pane duro avanzato, anche se esistono anche le "migas de harina" ("migas di farina"), tipiche del sud-est spagnolo.

## Migas spagnole
Nella cucina spagnola, le migas in origine venivano consumate a colazione utilizzando pane o tortilla avanzati, ma oggi le migas sono servite nei ristoranti come primo piatto per pranzo o cena. Alcune fonti storiche associano l'origine di questo piatto al couscous nordafricano.

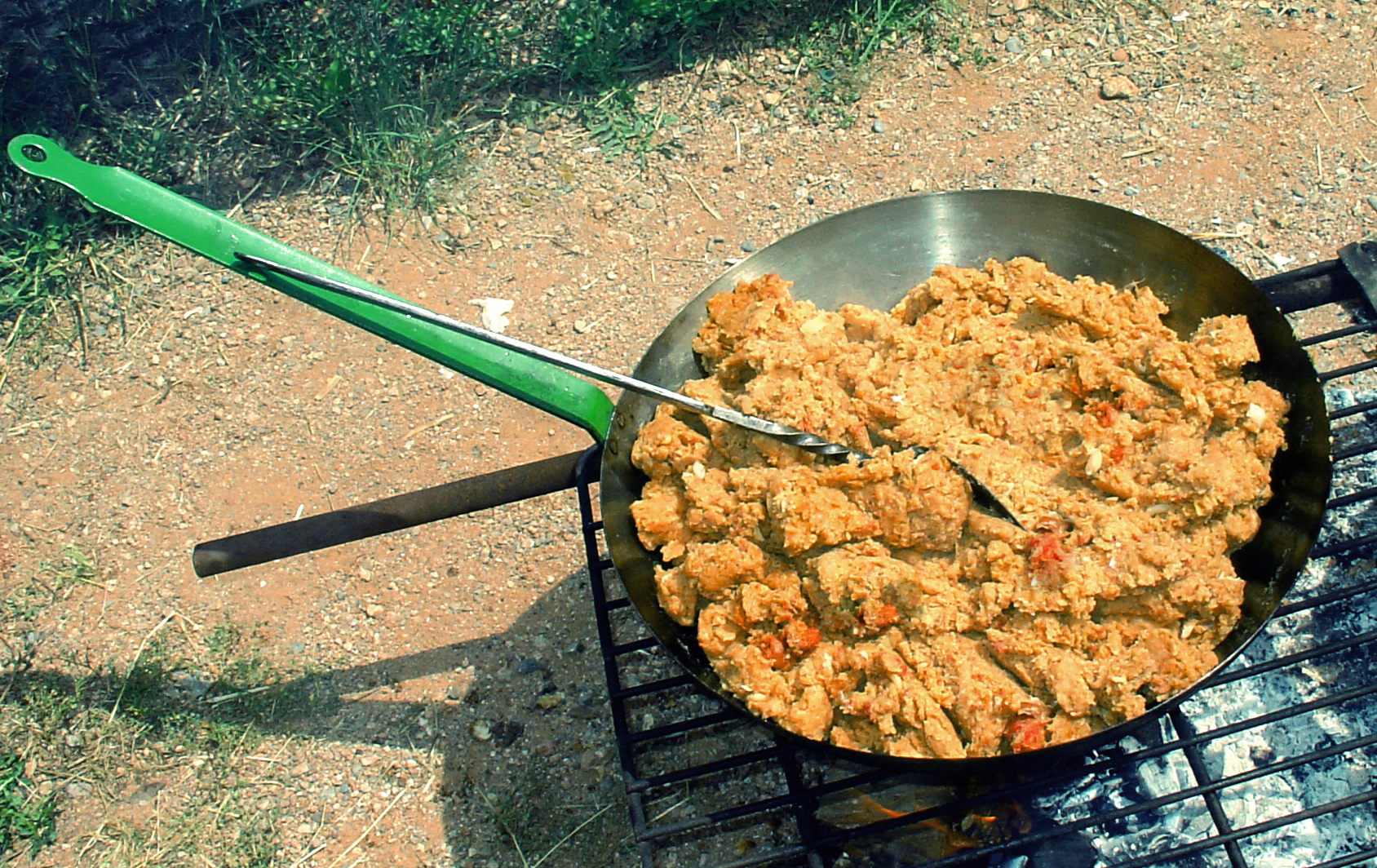
Migas andaluse

Gli ingredienti delle migas variano a seconda della provincia della Spagna.
- In Estremadura, questo piatto include pane vecchio di un giorno inzuppato nell'acqua, aglio, paprica, olio di oliva e spinaci (o alfalfa); sono servite spesso con costolette di maiale fritte[2][3].
- A Teruel, in Aragona, le migas includono chorizo e pancetta, e sono servite spesso con uva[4].
- Ne La Mancha, le migas manchegas sono di preparazione più elaborata, ma contengono gli stessi ingredienti di base delle migas aragonesi[5].
- In Andalusia le migas sono spesso mangiate la mattina della matanza (macellazione) e sono servite con uno stufato che include sangue coagulato, fegato, rognone e altre frattaglie, tradizionalmente mangiate subito dopo aver macellato un maiale, una pecora o una capra.

## Migas portoghesi
Le migas sono un piatto tradizionale anche della cucina portoghese. Generalmente sono fatte con pane avanzato, o di frumento (regione dell'Alentejo) o di mais (regione di Beira).
Aglio e olio di oliva sono ingredienti sempre presenti; altri ingredienti possono essere carne di suino, asparagi selvatici e pomodori (Alentejo) o cavolo verde, fagioli e riso (Beira).
Le migas accompagnano di solito la carne e altri piatti principali.
Le migas sono molto diffuse nella spagna ma soprattutto nel Portogallo.